# 平田内温泉
平田内温泉（ひらたないおんせん）は、北海道二海郡八雲町熊石平町にある温泉。合併前は熊石町にあり、熊石温泉とも呼ばれた。

## 泉質
- ナトリウム-塩化物泉（旧泉質名：弱食塩泉）
  - 源泉温度 52°C

## 温泉地
海岸から平田内川を1kmほど登った高台に民営の「温泉ホテル八雲遊楽亭 熊石ひらたない荘」と日帰り入浴施設「あわびの湯」が棟続きで建っている。熊石ひらたない荘では養殖アワビを使った料理を売りにしている。内風呂は加水循環式、露天風呂は掛け流し。
周辺は「熊石青少年旅行村」になっており、キャンプ場やアスレチック施設があるほか、「熊石歴史記念館」が存在する。
熊石ひらたない荘から約3km上流の源泉施設付近の平田内川渓流横に、岩をくりぬいて作られた野趣溢れる無料露天風呂（野湯）「熊の湯」がある。車で行くことが出来る。場所は北緯42度9分41秒 東経139度59分51秒 / 北緯42.16139度 東経139.99750度。

## 歴史
熊の湯は江戸時代から平田内川上流に湧出する温泉として知られていた。
1972年（昭和47年）、熊の湯付近で新たにボーリングを行ない3km下流まで引湯して町営国民宿舎「ひらたない荘」が開業した。1982年（昭和57年）からは温泉熱を利用したエゾアワビの養殖を始めた。2009年（平成21年）、民間施設となり現在の名称となった。

## アクセス
- 公共交通 - JR函館本線八雲駅からバスで65分、国民宿舎前下車、徒歩25分。
- 車 - 道央自動車道八雲ICから約34km、1時間。